# Odprto prvenstvo Francije 2000
Odprto prvenstvo Francije 2000 je teniški turnir za Grand Slam, ki je med 29. majem in 11. junijem 2000 potekal v Parizu.

## Moški posamično
Gustavo Kuerten :  Magnus Norman, 6–2, 6–3, 2–6, 7–6(8–6)

## Ženske posamično
Mary Pierce :  Conchita Martínez, 6–2, 7–5

## Moške dvojice
Todd Woodbridge /  Mark Woodforde :  Paul Haarhuis /  Sandon Stolle, 7–6(9–7), 6–4 

## Ženske  dvojice
Martina Hingis /  Mary Pierce :  Virginia Ruano /  Paola Suárez, 6–2, 6–4

## Mešane dvojice
Mariaan de Swardt /  David Adams :  Rennae Stubbs /  Todd Woodbridge, 6–3, 3–6, 6–3